# Брёхово (городской округ Химки)
Брёхово — деревня в Московской области России. Входит в городской округ Химки. 
Деревня расположена на 17 километре Пятницкого шоссе, которое разделяет её на две части. Население в 2021 году составляло 5901 человек.

## История

### Сын Никифора по прозвищу Брех
Первое официальное упоминание об этом месте относится к XV веку. В те времена земли принадлежали окольничему царя Ивана III — Басенкову Никифору Федоровичу, которые он получил в награду за государственные достижения. Никифор Федорович Басенков был хорошим дипломатом. В 1474 году его направили в Орду к хану Ахмату для уплаты дани. Там он проявил себя как умелый переговорщик. Хан пожелал увидеть Никифора Фёдоровича через 6 лет, когда снова подойдёт срок уплаты дани, но встреча не состоялась. В 1504 году в Разъезжей грамоте упоминается сын Никифора Фёдоровича, получивший прозвище Брех. Он унаследовал земли отца. В 1558 году в Писцовой книге деревня названа Пономарёво — по имени потомка Бреха. Позднее, в XVIII веке, деревня переросла в село, которое называли то Брёхово, то Пономарёво.

### Брехово в XVIII—XX веках
По записям 1786 года селом Пономарёвым владел Вильгельм Давидович Николов, в его распоряжении так же значилось 159 человек.
В «Экономических примечаниях» конца XVIII века, в селе числилось 35 дворов, в которых проживало более трёхсот человек. На левом берегу реки Нахабни находился небольшой одноэтажный господский деревянный дом с регулярным садом и службами, который не дошёл до нашего времени. При усадьбе числилась шёлковая фабрика на 34 станка. В год на ней производилось до 18 тыс. аршин различных шёлковых тканей. Почти все они привозились на продажу в Москву. Расходные материалы и всё необходимое для производства также закупалось в Москве.
В архивных документах за 1852 год значится посессионная суконная фабрика купца Кувшинникова Павла Петровича и 94 двора. Владение принадлежало почётной гражданке Майковой-Доброхотовой. Фабричных рабочих и крестьян числилось более четырёхсот человек. В 1890 году население Брехова увеличилось до 597 жителей. Прибавилось производств. В Брёхове заработал спичечный завод крестьянки Климовой с 12 работниками. Также упоминается усадьба господина Сушкина.

### XX—XXI век
Согласно переписи населения 1926 года в селе находилось 30 дворов и 128 местных жителей, в селении при фабрики 19 дворов и 81 житель.
Перепись 1989 года зафиксировала наличие 50 хозяйств и 70 человек населения. 
В 1994—2006 годах деревня являлась административным центром Кутузовского сельского округа Солнечногорского района.
В 2005—2019 годах деревня входила в Кутузовское сельское поселение Солнечногорского муниципального района, в 2019—2022 годах  — в состав городского округа Солнечногорск, с 1 января 2023 года включена в состав городского округа Химки.

## Инфраструктура
В деревне Брёхово нет крупных производственных предприятий.
В 2011—2015 годах были сданы многоэтажные дома ЖК «Пятница». С 2013 ведётся строительство малоэтажных ЖК «Митино-Дальнее» и «Парк-Таун».
Также в деревне есть:
- Почтовое отделение, Брёхово, 72[7]. Индекс - 141544.
- АЗС ПАО «Татнефть» № 142[8]
- Конный клуб КСК «Олимп»[9]
- Мотокомплекс «Кутузовский Редут»[10]
- Круглосуточная ветеринарная клиника «Апогей»[11]
- Фельдшерско-акушерский пункт «Брёховский», Брёхово, 75[12]
- Участковый пункт полиции, Брёхово, 71[13]
- Отель "Эдем", Брёхово, 80[14]

В 2018 году были открыты ТЦ, магазины «Перекресток» и «Пятерочка». 
В 2019 году открылся муниципальный детский сад «Солнышко».

## Образование
В деревне действует 1 средняя общеобразовательная школа:
- МБОУ Кутузовская СОШ[15]

Также 4 отделения дошкольного образования:
- МБДОУ «Детский сад № 7 „Солнышко“»[16]
- Центр детского развития «Солнышко» (частный детский сад)[17]
- Детский сад и центр развития «Маленькие умники» (частный детский сад)[18]
- Английский детский сад \ Маленькая страна в Брёхово (частный детский сад)[19]

## Население
| 1852 | 1859 | 1890  | 1899 | 1926 | 1966 | 1998 |
| ---- | ---- | ----- | ---- | ---- | ---- | ---- |
| 291  | ↘272 | ↗301  | ↘207 | ↗559 | ↘328 | ↗766 |
| 2002 | 2010 | 2021  |      |      |      |      |
| ↗810 | ↗887 | ↗5901 |      |      |      |      |